# HSwMS
HSwMS är en ibland använd beteckning för militära fartyg från Sverige när de åker utanför Sveriges territoriella vatten, istället för HMS. Termen används för att undvika förväxling med fartyg ur Storbritanniens Royal Navy, som också utnyttjar beteckningen "HMS". HSwMS står för "His Swedish Majesty's Ship".